# Toshio Takabayashi
Toshio Takabayashi (15 novembre 1953) è un ex calciatore giapponese, di ruolo attaccante.

## Statistiche

### Presenze e reti nei club
| Stagione | Squadra | Campionato | Campionato | Campionato |
| Stagione | Squadra | Comp       | Pres       | Reti       |
| -------- | ------- | ---------- | ---------- | ---------- |
| 1976     | Hitachi | JSL        | 14         | 2          |
| 1977     | Hitachi | JSL1       | 12         | 5          |
| 1978     | Hitachi | JSL1       | 7          | 0          |
| 1979     | Hitachi | JSL1       | 15         | 0          |
| 1980     | Hitachi | JSL1       | 13         | 2          |
| 1981     | Hitachi | JSL1       | 10         | 0          |
| 1982     | Hitachi | JSL1       | 8          | 1          |
|          | Totale  |            | 79         | 10         |